# Митраљез са постољем
Митраљез са постољем (рус. Станковый пулемёт), аутоматско оружје малог калибра, лакше од тешког митраљеза, а теже од пушкомитраљеза. Довољно лак да га пешадија може носити без помоћи возила, али ипак захтева постоље (троножац, лафет) за гађање и посаду од више људи.

## Дефиниција
У западној терминологији митраљез са постољем обично се назива средњи митраљез (енгл. Medium machine gun), док се у старијој српској и југословенској литератури назива лаки митраљез, термин који у западној терминологији означава пушкомитраљез.
Тако у војној литератури на српском језику постоји збркаː традиционално, лаким митраљезом назива се лакша, ручно преносива варијанта митраљеза са постољем, док се у модерној западној литератури лаким митраљезом назива пушкомитраљез.

## Карактеристике
Лаки пешадијски малокалибарски митраљези (калибра 6,5-8 мм) имају лака постоља (троножац, постоље или противавионски сто̟жер масе 3-5 кг), брзину гађања до 200 метака у минуту и тежину од 11 до 16 кг. Дејствују из стрељачког строја на групне и појединачне живе циљеве на одстојању до 1.000 м, и на авионе и падобранце до 500 м.